# Journée européenne du souvenir

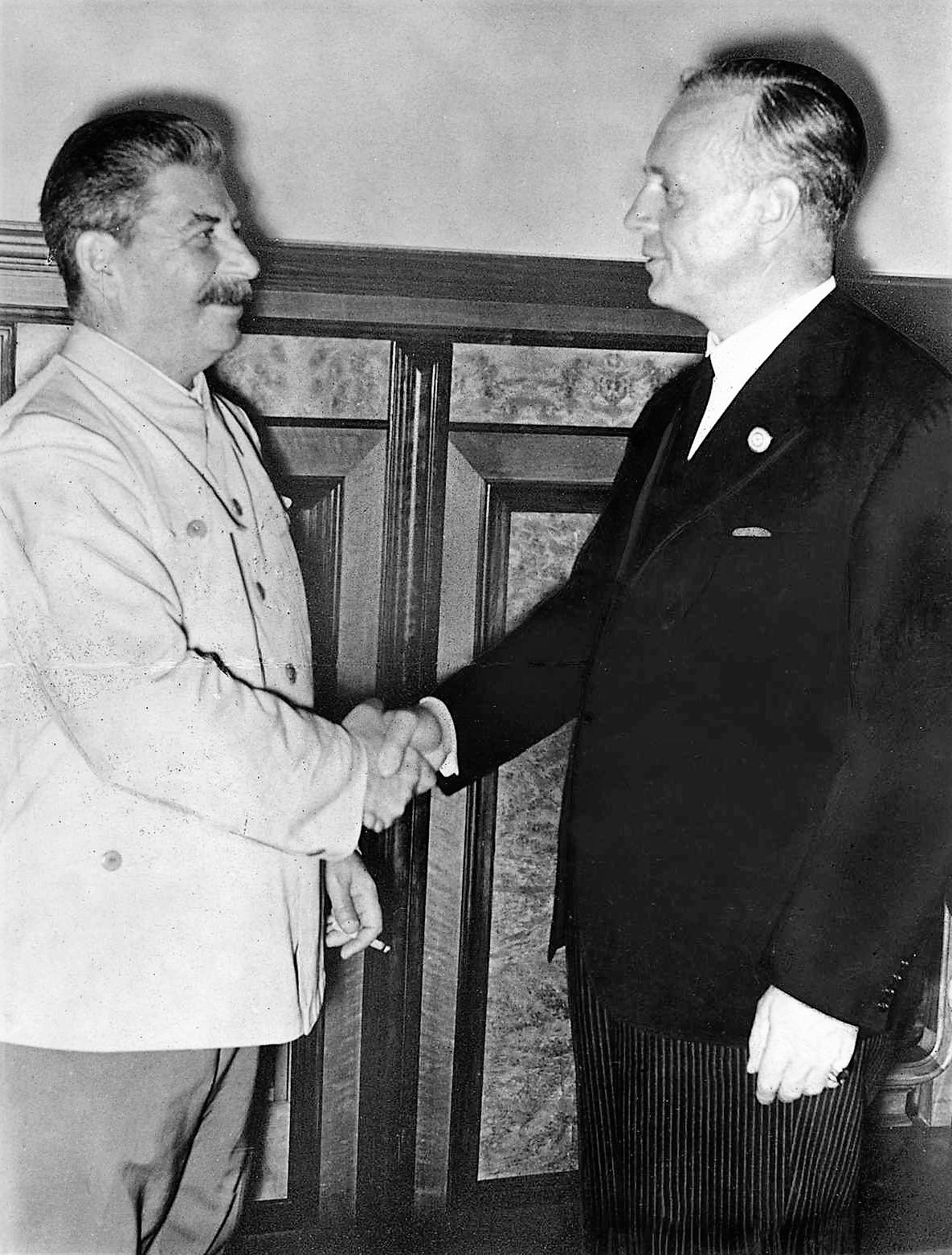
Le Secrétaire général du Comité central du Parti communiste de l'URSS Joseph Staline et le ministre des Affaires étrangères Joachim von Ribbentrop du Troisième Reich réunis au Kremlin en août 1939 pour la signature du Pacte germano-soviétique.

La Journée européenne du souvenir, appelée auparavant Journée européenne de commémoration des victimes du stalinisme et du nazisme et aussi connue sous le nom de jour du Ruban noir ou un autre nom dans quelques pays, désigne la journée du 23 août que le Parlement européen a proclamée en 2009 pour conserver le souvenir des victimes de tous les régimes totalitaires et autoritaires. Elle est célébrée par les organes de l'Union européenne depuis 2009,. Dans la Déclaration de Vilnius (en) de juin et juillet 2009, l'Assemblée parlementaire de l'OSCE (Organisation pour la sécurité et la coopération en Europe) a aussi rappelé l'initiative précédente du Parlement européen.
La date du 23 août a été choisie pour coïncider avec celle du pacte germano-soviétique du 23 août 1939 (aussi appelé pacte Molotov-Ribbentrop), qui fixait un accord de non-agression et une répartition des territoires de l'Europe orientale entre l'Union soviétique et le Troisième Reich.
La même date est l'objet de commémoration au Canada et en Géorgie.

## Contexte historique
Le choix du 23 août comme journée du souvenir et le nom de « jour du Ruban noir » remontent à des manifestations tenues dans les pays occidentaux dans les années 1980 pour attirer l'attention sur les crimes et les violations des droits de l'homme commis par l'Union soviétique et protester contre le Pacte germano-soviétique, qu'en 2010, Jerzy Buzek, homme politique polonais et président du Parlement européen, a qualifié de « collusion des deux pires formes de totalitarisme dans l'histoire de l'humanité ». Le 23 août 1986, jour du Ruban noir, des manifestations ont lieu dans 21 villes occidentales, dont New York, Ottawa, Londres, Stockholm, Seattle, Los Angeles, Perth et Washington.
En 1987, les protestations du jour du Ruban noir s'étendent aux pays baltes et culminent en 1989 avec la Voie balte, événement historique de la chute des régimes communistes en Europe où deux millions de personnes forment une chaîne humaine pour protester contre le maintien de l'occupation soviétique.
En janvier 2006, l'Assemblée parlementaire du Conseil de l'Europe adopte une résolution sur la nécessité d'une condamnation internationale des crimes des régimes communistes totalitaires.

## Proclamation du Parlement européen et appui de l'OSCE
Le choix du 23 août comme journée du souvenir des victimes du totalitarisme est proposé dans la Déclaration de Prague sur la conscience européenne et le communisme dont le gouvernement tchèque a pris l'initiative et que signent, entre autres, Václav Havel, Joachim Gauck, Vytautas Landsbergis, Emanuelis Zingeris (en) et Łukasz Kamiński (en) le 3 juin 2008. Cette déclaration termine la conférence internationale « Conscience européenne et Communisme », qui s'est tenue au Sénat de la République tchèque les 2 et 3 juin 2008 et que le Comité sénatorial de l'éducation, des sciences, de la culture, des droits de l'homme et des pétitions a accueillie sous les auspices d'Alexandr Vondra, vice-premier ministre des Affaires européennes de la République tchèque.
Le 23 septembre 2008, les députés du Parlement européen sont 409 à signer une déclaration sur la proclamation du 23 août comme journée européenne de commémoration des victimes du stalinisme et du nazisme. Le Parlement y signale que les déportations de masse, massacres et travaux forcés commis lors des agressions du stalinisme et du nazisme relèvent de la catégorie des crimes de guerre et des crimes contre l'humanité et qu'en droit international, ces crimes sont imprescriptibles. Cette journée de commémoration devait viser à conserver la mémoire des victimes des exterminations et déportations de masse tout en faisant la promotion des valeurs démocratiques et en renforçant la paix et la stabilité en Europe.
Le 2 avril 2009, la résolution du Parlement européen sur la conscience européenne et le totalitarisme (en), qui demande, entre autres, que ses États membres et les autres pays européens proclament le 23 août « Journée européenne du souvenir » pour la commémoration, avec dignité et impartialité, des victimes de tous les régimes totalitaires et autoritaires, est adoptée par 533 voix contre 44, avec 33 abstentions. Elle a été présentée par le Groupe du Parti populaire européen, l'Alliance des démocrates et des libéraux pour l'Europe, le Groupe des Verts/Alliance libre européenne et l'Union pour l'Europe des nations. Joseph Daul, président du Groupe du Parti populaire européen, a réagi à l'adoption de cette résolution en déclarant que l’année 2009 était une année hautement symbolique, dans la mesure où l’on célébrait à la fois le 60e anniversaire de la création de l’OTAN et du début de la Guerre froide, ainsi que le 20e anniversaire de la chute du mur de Berlin, qui marque son terme. C’est pourquoi, a-t-il poursuivi, nous avons proposé le lancement du jour européen de commémoration, qui aidera à la réconciliation de l’Europe avec son héritage totalitaire, tant nazi que communiste.
Le 3 juillet 2009, l'Organisation pour la sécurité et la coopération en Europe (OSCE) adopte la Déclaration de Vilnius (en), qui rappelle l'initiative de proclamer le 23 août Journée européenne de commémoration des victimes du stalinisme et du nazisme et exhorte les États membres à sensibiliser le public aux crimes commis par les régimes totalitaires.
Le 10 juin 2011, la formation Justice et affaires intérieures de l'Union européenne, c'est-à-dire les ministres de la Justice et des Affaires intérieures des États membres, adopte des conclusions où, entre autres, elle réaffirme qu'il importe de faire œuvre de sensibilisation concernant les crimes commis par les régimes totalitaires et de s'employer, dans toute l'Union, à faire émerger une mémoire commune de ces crimes, et soulignant le rôle non négligeable que de telles actions peuvent jouer pour empêcher la renaissance d'idéologies totalitaires. Elle y attire aussi l'attention sur la Journée européenne de commémoration des victimes des régimes totalitaires (le 23 août) et invite les États membres à réfléchir à la manière dont ils pourraient la célébrer.
Le 23 août 2011, la Présidence du Conseil de l'Union européenne, assurée par la Pologne, organise une conférence à l'occasion de la Journée européenne de commémoration des victimes des régimes totalitaires. Elle cite les conclusions du Conseil (Justice et affaires intérieures) datées du 10 juin et le programme de Stockholm (en) de l'Union européenne, qui souligne que la mémoire de l'histoire commune est indispensable pour comprendre l'Europe contemporaine. Les autorités européennes adoptent à cette conférence la Déclaration de Varsovie , qui précise qu'il convient de reconnaître les crimes des régimes totalitaires de l'Europe et de les condamner, quels que soient le type et l'idéologie de ces derniers. Le ministre de la Justice Krzysztof Kwiatkowski dit alors que la Déclaration de Varsovie est un accord unanime de tous les membres de l'Union européenne sur le fait que nous devons tout faire pour empêcher tout régime totalitaire de revivre dans les pays qui forment une grande famille européenne. La  commissaire à la Justice et vice-présidente de la Commission européenne Viviane Reding déclare à cette occasion :

« Les régimes totalitaires sont la négation de la dignité humaine et la violation de tous les droits fondamentaux de nos sociétés qui reposent sur la démocratie et la primauté du droit […] Nous devons comprendre et reconnaître les souffrances des victimes de ces crimes et celles des membres de leurs familles. Toute victime d'un régime totalitaire a la même dignité humaine que nous tous et mérite que nous nous souvenions de ses souffrances et que nous lui rendions justice. »

## Commémoration dans l'Union européenne
La Journée européenne du souvenir est commémorée officiellement par les organes de l'Union européenne depuis 2009. Dans quelques pays, elle a été adoptée par le parlement, (parfois sous un nom légèrement différent).

### Suède
La Journée du souvenir est célébrée le 23 août en Suède depuis 2009. Des membres du gouvernement, dont le premier ministre Fredrik Reinfeldt, y ont participé,.

### Estonie
Le 18 juin 2009, le Riigikogu, le parlement estonien, modifie sa loi sur les jours fériés et les dates mémorables et déclare le 23 août jour du Souvenir,.

### Lettonie
Le 17 juillet 2009, la Saeima adopte le 23 août comme jour du Souvenir des victimes du stalinisme et du nazisme sur la proposition de l'Union civique.

### Lituanie
En 2009, la Lituanie rebaptise officiellement le jour du Ruban noir (le 23 août) Journée européenne de commémoration des victimes du stalinisme et du nazisme et jour de la Voie balte. Ce jour-là, comme tous les autres jours de deuil, le drapeau de la Lituanie déployé à l'extérieur des bâtiments publics est décoré de rubans noirs.

### Bulgarie
Le 19 novembre 2009, sur la proposition de la Coalition bleue de droite, l'Assemblée nationale de la Bulgarie déclare officiellement le 23 août Journée de commémoration des victimes des crimes commis par les régimes communistes et les autres régimes totalitaires, et ce jour du souvenir est célébré pour la première fois en 2010.

### Croatie
En 2011, le gouvernement de la République de Croatie propose que le pays adopte la Journée européenne de commémoration des victimes de tous les régimes totalitaires et autoritaires et qu'il la célèbre le 23 août. Le gouvernement soumet sa recommandation à la procédure parlementaire d'urgence en déclarant que la nouvelle journée commémorative est conforme à la pratique européenne qui désigne le 23 août comme la journée de commémoration des victimes du stalinisme et du nazisme. Le 23 août 2011, la Croatie célèbre la Journée européenne de commémoration des victimes du stalinisme et du nazisme pour la première fois. Après avoir rendu hommage aux victimes du nazisme et du régime oustachi en Croatie et dit que le pays essayait d'ouvrir la voie à des enquêtes sur les crimes commis par les régimes communistes, le premier ministre Jadranka Kosor souligne alors que nous devons nous souvenir de toutes les victimes également.

### Pologne
Le 13 août 2011, la Journée européenne de commémoration des victimes des régimes totalitaires est célébrée officiellement en Pologne pour la première fois, pendant que ce pays assure la Présidence du Conseil de l'Union européenne.

### Hongrie
En 2011, le gouvernement de Hongrie célèbre la Journée européenne de commémoration des victimes du stalinisme et du nazisme pour la première fois. Le secrétaire d'État Bence Retvari dit que la jeunesse de l'Europe occidentale devrait apprendre ce que signifie être une victime du communisme et ajoute qu'il y a peu de différence entre le socialisme national et le socialisme international, l'un étant fondé sur la discrimination raciale et l'autre, sur la discrimination sociale ; mais les deux entraînent la même destruction, et l'inhumanité est une de leurs caractéristiques de base.

### Slovénie
Le 8 août 2012, le gouvernement slovène adopte une résolution proclamant le 23 août journée de commémoration des victimes des régimes totalitaires,.

## Reconnaissance du jour du Ruban noir à l'extérieur de l'Union européenne

### Canada
Des Canadiens ont contribué dans les années 1980 à la sensibilisation internationale des crimes commis par les régimes européens totalitaires nazi et communiste en instaurant une « Journée ruban noir » le 23 août pour commémorer le Pacte germano-soviétique. Le 30 novembre 2009, après que le Central and Eastern European Council of Canada a demandé instamment au gouvernement d'officialiser le jour du Ruban noir, la Chambre des communes du Canada adopte à l'unanimité une résolution déclarant le 23 août « Journée ruban noir » pour commémorer les victimes de ces régimes. La résolution a été présentée par les députés libéraux Bob Rae et Borys Wrzesnewskyj. Le premier jour national du Ruban noir est donc célébré en 2010,,.

### Géorgie
Le 21 juillet 2010, le Parlement de Géorgie désigne le 25 février comme la Journée de l'occupation soviétique (en) et le 23 août comme la Journée du souvenir des victimes des régimes totalitaires,.